# Saint-Souplet-sur-Py
Saint-Souplet-sur-Py és un municipi francès, situat al departament del Marne i a la regió del Gran Est. L'any 2007 tenia 149 habitants.

## Demografia

### Població
El 2007 la població de fet de Saint-Souplet-sur-Py era de 149 persones. Hi havia 60 famílies, de les quals 16 eren unipersonals (8 homes vivint sols i 8 dones vivint soles), 20 parelles sense fills i 24 parelles amb fills.
La població ha evolucionat segons el següent gràfic:
Habitants censats

### Habitatges
El 2007 hi havia 67 habitatges, 60 eren l'habitatge principal de la família, 5 eren segones residències i 2 estaven desocupats. Tots els 67 habitatges eren cases. Dels 60 habitatges principals, 43 estaven ocupats pels seus propietaris, 13 estaven llogats i ocupats pels llogaters i 4 estaven cedits a títol gratuït; 1 tenia dues cambres, 4 en tenien tres, 9 en tenien quatre i 46 en tenien cinc o més. 51 habitatges disposaven pel capbaix d'una plaça de pàrquing. A 27 habitatges hi havia un automòbil i a 29 n'hi havia dos o més.

### Piràmide de població
La piràmide de població per edats i sexe el 2009 era:
| Homes | Edats   | Dones |
| ----- | ------- | ----- |
| 0     | 95 o +  | 0     |
| 0     | 90 a 94 | 0     |
| 0     | 85 a 89 | 4     |
| 0     | 80 a 84 | 0     |
| 4     | 75 a 79 | 8     |
| 0     | 70 a 74 | 0     |
| 8     | 65 a 69 | 4     |
| 4     | 60 a 64 | 8     |
| 4     | 55 a 59 | 4     |
| 0     | 50 a 54 | 0     |
| 8     | 45 a 49 | 8     |
| 4     | 40 a 44 | 4     |
| 12    | 35 a 39 | 16    |
| 0     | 30 a 34 | 4     |
| 4     | 25 a 29 | 0     |
| 0     | 20 a 24 | 0     |
| 4     | 15 a 19 | 8     |
| 4     | 10 a 14 | 4     |
| 8     | 5 a 9   | 4     |
| 4     | 0 a 4   | 8     |

## Economia
El 2007 la població en edat de treballar era de 88 persones, 69 eren actives i 19 eren inactives. De les 69 persones actives 67 estaven ocupades (40 homes i 27 dones) i 2 estaven aturades (2 dones i 2 dones). De les 19 persones inactives 3 estaven jubilades, 9 estaven estudiant i 7 estaven classificades com a «altres inactius».

### Ingressos
El 2009 a Saint-Souplet-sur-Py hi havia 58 unitats fiscals que integraven 145 persones, la mediana anual d'ingressos fiscals per persona era de 18.523 €.

### Activitats econòmiques
Dels 7 establiments que hi havia el 2007, 2 eren d'empreses alimentàries, 1 d'una empresa de comerç i reparació d'automòbils, 1 d'una empresa financera, 2 d'empreses de serveis i 1 d'una empresa classificada com a «altres activitats de serveis».
L'únic establiment comercial que hi havia el 2009 era una carnisseria.
L'any 2000 a Saint-Souplet-sur-Py hi havia 15 explotacions agrícoles que ocupaven un total de 1.320 hectàrees.

## Poblacions més properes
El següent diagrama mostra les poblacions més properes.